# Тадж-Махал
Тадж-Маха́л (хинди ताज महल, урду تاج محل‎ — «Корона дворцов», англ. Taj Mahal) — мавзолей-мечеть, находящийся в Агре, Индия, на берегу реки Джамна (архитекторы, вероятно, Устад-Иса и др.) Построен по приказу падишаха империи Великих Моголов Шах Джахана I, в память о жене Мумтаз-Махал, умершей при родах четырнадцатого ребёнка. Позже в мавзолее был похоронен и сам Шах Джахан I.
Тадж-Махал (также «Тадж») считается лучшим примером архитектуры стиля моголов, который сочетает в себе элементы индийского, персидского и арабского архитектурных стилей. В 1983 году Тадж-Махал был назван объектом Всемирного наследия ЮНЕСКО: «жемчужиной мусульманского искусства в Индии и одним из всеми признанных шедевров всемирного наследия».
Несмотря на то, что белый мраморный купол мавзолея является наиболее известным компонентом, Тадж-Махал — это структурно интегрированный комплекс. Здание начали строить примерно в 1632 году и завершили в 1653 году. Работали 20 тысяч ремесленников и мастеров. Руководство строительством Тадж-Махала было возложено на Совет архитекторов под имперским контролем, включая Дешенов-Ану, Макрамат Хана и Устада Ахмада Лахаури. Главным автором проекта обычно считают Лахаури. По другой версии, наиболее популярной среди гидов Тадж-Махала, одним из главных архитекторов был турок Иса Мухаммед Эфенди.
Внутри мавзолея расположены две гробницы — шаха и его жены. На самом деле место их захоронения находится ниже — строго под гробницами, под землёй. Время строительства относится примерно к 1630—1652 годам. Тадж-Махал представляет собой пятикупольное сооружение высотой 74 м на платформе, с 4 минаретами по углам (они слегка наклонены в сторону от усыпальницы для того, чтобы в случае разрушения не повредить её), к которому примыкает сад с фонтанами и бассейном. Общая площадь храмового комплекса составляет 17 гектаров.
Стены выложены из полированного полупрозрачного мрамора (привозившегося на строительство из города Макраны) с инкрустацией из самоцветов. Были использованы бирюза, агат, малахит, сердолик и др. Мрамор имеет такую особенность, что при ярком дневном свете он выглядит белым, на заре розовым, а в лунную ночь — серебристым.

## Строительство
На строительство комплекса было приглашено более 22 000 мастеров со всех концов империи, а также мастера Средней Азии, Персии и Ближнего Востока.
Тадж-Махал был построен на участке земли к югу от окружённой крепостной стеной Агры. Шах-Джахан обменял этот участок, принадлежавший махарадже Джай Сингху, на большой дворец в центре Агры. Площадь размером приблизительно в три акра (1,2 гектара) была перекопана, произведена замена грунта для уменьшения инфильтрации, уровень площадки был поднят на 50 метров над уровнем берега реки. На участке расположения мавзолея были выкопаны колодцы, которые, заполненные бутовым камнем, образовали фундаменты сооружения. Вместо лесов из перевязанного бамбука были возведены масштабные леса из кирпича, которые окружили гробницу. Они были настолько внушительные по размерам, что мастера, заведующие строительством, опасались, что разборка их может занять годы. Согласно легенде, Шах-Джахан огласил, что любой может взять себе и оставить столько кирпичей, сколько пожелает, и леса были разобраны крестьянами практически за ночь.
Для транспортировки мрамора и прочих материалов к месту строительства был построен пятнадцатикилометровый пандус из утрамбованной земли, и тридцать быков тащили блок за блоком на стройку на специальных запроектированных повозках. Тщательно разработанная объёмно-рамная конструкция с блоками использовалась для поднятия блоков на нужный уровень. Вода для нужд строительства добывалась из реки с помощью канатно-вёдерной системы с использованием животной силы и сливалась в большой резервуар, откуда поднималась в распределительный резервуар. Оттуда она распределялась по трём вспомогательным ёмкостям и по трубам транспортировалась к строительному комплексу.
Строительство гробницы и платформы заняло примерно двенадцать лет. Остальные части комплекса строились ещё десять лет и завершались последовательно: минареты, мечеть, джаваб, Большие ворота. Поскольку строительство велось этапами, существуют различные точки зрения о том, что можно считать окончанием строительства Тадж-Махала. К примеру, сам мавзолей был закончен к 1643 году, но после этого работы продолжались на оставшейся части комплекса.
Оценки стоимости строительства весьма разнятся ввиду сложности учёта цен многовековой давности. Приблизительно общая стоимость строительства по тем временам составила около тридцати двух миллионов рупий.
Материалы для строительства Тадж-Махала доставлялись со всей Индии и из многих мест Азии, для их транспортировки использовалось более тысячи слонов. Полупрозрачный белый мрамор доставлялся из Макраны, Раджастхан, яшма привозилась из Пенджаба, жад и кристаллы из Китая. Бирюза транспортировалась из Тибета, а ляпис-лазурь из Афганистана, в то время как сапфиры привозились с острова Шри-Ланка, а карнеол — из Аравии. В целом двадцать восемь типов драгоценных и полудрагоценных камней были инкрустированы в белый мрамор.
На стройке трудились двадцать тысяч рабочих, собранных по всей северной Индии. Среди группы из тридцати семи человек, отвечавших за художественный образ комплекса, были скульпторы из Бухары, каллиграфы из Сирии и Персии, мастера инкрустации из южной Индии, каменотёсы из Белуджистана, а также специалист по возведению башен и мастер по резке мраморных орнаментов. Некоторые из строителей Тадж-Махала:
- Исмаил Афанди (Исмаил Хан) из Османской империи — турецкий архитектор, дизайнер главного здания[11].
- Устад Иса (англ. Ustad Isa) (Иса Мухаммад Эффенди) из Персии — персидский архитектор, ученик Синана, его часто называют главным создателем архитектурного образа памятника[12][13].
- Пуру из Бенаруса, Персия — упоминается как надзирающий архитектор[14].
- Казим Хан, выходец из Лахора, — отлил золотое завершение шпиля.
- Chiranjilal, резчик по камню из Дели — главный скульптор и специалист по мозаике.
- Аманат Хан из Шираза, Иран — главный каллиграф[15].
- Мухаммад Ханиф — главный из каменщиков.

|  |

## Архитектура
Общая форма комплекса, включая дополнительные постройки, — прямоугольная, с длинной стороной в 600 и короткой в 300 м. Планировка самого мавзолея напоминает планировку построенного ранее в Дели по проекту персидского архитектора мавзолея Хумаюна (завершён в 1654 году). Пятикупольный ансамбль мавзолея с четырьмя минаретами по углам размещается на квадратной платформе с длиной стороны 95,4 м, его максимальная высота приближается к 74 м (высота минаретов — 41 м). В архитектуре мавзолея совмещены персидские, индийские и среднеазиатские элементы. Стены выложены полированным белым мрамором из Макраны и инкрустированы драгоценными и полудрагоценными камнями (в том числе яшмой, бирюзой, агатом, лазуритом, малахитом и сердоликом), что позволяет им отражать солнечный и лунный свет. Со всех сторон Тадж-Махал окружает, а прямо перед зданием расположен обширный мраморный бассейн, в водах которого, при определённом ракурсе, отражается всё сооружение.
С внутренней стороны вдоль стен мавзолея проходит коридор, на каждом повороте которого размещена восьмиугольная камера. Во внутреннем зале в восьмигранной погребальной камере находятся кенотафы Мумтаз-Махал и Шах-Джахана (захороненных в крипте под погребальной камерой). Кенотафы обнесены резной мраморной оградой, снаружи камеру венчает луковичный купол.
В архитектуре и планировке мавзолея скрыты многочисленные символы. Так, например, на воротах, через которые посетители Тадж-Махала заходят в парковый комплекс, окружающий мавзолей, высечены четыре заключительных аята из 89-й суры Корана «Заря» (Аль-Фаджр), обращённые к душе праведника:
«O ты, душа упокоившаяся! Вернись к твоему Господу довольной и снискавшей довольство! Войди c Моими рабами. Войди в Мой рай!»
К западу от усыпальницы находится мечеть из красного песчаника; симметрично ей с восточной стороны мавзолея расположен гостевой дом (джаваб). Весь комплекс имеет осевую симметрию. Усыпальница имеет центральную симметрию относительно гробницы Мумтаз-Махал. Нарушает эту симметрию лишь гробница Шах-Джахана, которую там соорудили после его смерти. По главной оси комплекса разбит регулярный сад — чарбаг, на территории которого располагаются павильоны, каналы и фонтаны. Вдоль длинной оси сада площадью 300 м² располагается узкий зеркальный бассейн
В южной части комплекса расположен закрытый двор с четырьмя воротами, где находятся мавзолеи ещё двух жён Шах-Джахана — Акбарабади-Бегум и Фатехпури-Бегум, а также служебные постройки.

## Настоящее время
Недавно в стенах Тадж-Махала были обнаружены трещины. По мнению ученых, появление трещин может быть связано с обмелением протекающей рядом реки Джамны. Исчезновение реки приведет к изменению структуры почвы и оседанию мавзолея, а может быть, даже к его разрушению. Также он начал терять свою легендарную белизну из-за загрязнённого воздуха. Несмотря на расширяющуюся парковую зону вокруг Тадж-Махала и закрытие ряда особенно грязных производств в Агре, мавзолей всё равно желтеет. Его приходится регулярно чистить при помощи особой белой глины.
На территории площадью 10 400 км² вокруг Тадж-Махала, известной как Трапециевидная зона Таджа (англ. Taj Trapezium Zone, TTZ) и включающей в себя ещё два объекта Всемирного наследия ЮНЕСКО — Агра-форт и Фатехпур-Сикри, — введены специальные ограничения, призванные защитить эти памятники истории от загрязнения. Предприятиям в этой зоне, в частности, запрещено использовать уголь и кокс: они должны перейти на использование природного газа или быть переведены за пределы зоны.

### Туризм
Ежедневно Тадж-Махал посещают десятки тысяч человек, за счёт туристов «индийская жемчужина» приносит казне страны немалые деньги. За год Тадж-Махал посещает от 3 до 5 миллионов посетителей, из них более чем 200 000 — из-за рубежа. Большинство туристов приезжает в прохладные месяцы года — октябрь, ноябрь и февраль. Движение транспорта с двигателями внутреннего сгорания вблизи комплекса запрещено, поэтому от автостоянки туристы подходят пешком, либо могут подъехать на электрическом автобусе. В настоящее время восстановлен Хавасспурас (северный двор) — для использования в качестве нового центра для посетителей. В небольшом городке к югу, известном как Тадж-Ганджи или Мумтазабад, были построены караван-сараи, базары и рынки для удовлетворения потребностей посетителей и работников. Тадж-Махал также фигурирует в нескольких списках как одно из семи чудес в современном мире, в том числе в составленном в 2007 году списке Новых семи чудес света (после опроса более чем 100 млн голосов).
Экспозиции открыты с 6 утра до 7 часов вечера в будни, за исключением пятницы, когда комплекс открыт для молитвы в мечети в период с 12 часов вечера до 2 часов. Комплекс открыт для ночного просмотра в день полнолуния, а также за два дня до и после полнолуния, исключая пятницу и месяц Рамазан.
По соображениям безопасности проносить внутрь комплекса Тадж-Махал можно только воду в прозрачных бутылках, небольшие видеокамеры, фотоаппараты, мобильные телефоны и небольшие дамские сумочки.

## Мифы и легенды Тадж-Махала
С самого начала Тадж-Махал стал источником восхищения, минуя все культурные и географические преграды, и эмоциональный отклик, который сооружение находило во многих сердцах, превзошёл сухую статистическую оценку сооружения
Наиболее живучий миф, касающийся Тадж-Махала, говорит о том, что Шах-Джахан планировал построить ещё один мавзолей, уже из чёрного мрамора, как раз напротив Тадж-Махала, через реку. Данный миф восходит к несколько фантастическим запискам Жана-Батиста Тавернье, европейского путешественника, который посетил Агру в 1665 году. Было высказано предположение, что Шах-Джахан не успел построить мавзолей из чёрного мрамора, потому что был свергнут своим сыном, Аурангзебом. Руины из чёрного мрамора на противоположной стороне реки в «Лунном саду», казалось, подкрепляют эту легенду. Однако произведённые в 1990-х годах раскопки показали, что камни «чёрного мрамора» на самом деле являются почерневшим белым мрамором. Более основательную базу под источник мифа про чёрный мавзолей подвели археологи в 2006 году, когда ими была реконструирована часть пруда в Лунном саду. Обнаружилось, что чёрное отражение Тадж-Махала в воде пруда отчётливо видно, что ещё раз подтвердило одержимость Шах-Джахана симметрией и обосновало место расположения самого пруда.
Нет никаких доказательств, которые бы подтверждали легенду, зачастую передаваемую с кровавыми подробностями, что по приказу Шах-Джахана многие из архитекторов и мастеров, принявших участие в строительстве, были жестоко убиты и расчленены. Существуют байки, что многие строители подписывали специальный договор, согласно которому они обязались никогда не строить что-либо похожее на Тадж-Махал. Подобные басни существуют относительно многих известных сооружений.
Также нет никаких свидетельств того, что лорд Уильям Бентинк, генерал-губернатор Индии в 1830-х, планировал разрушить Тадж-Махал и распродать его мрамор с аукциона. Биограф Бентинка Джон Росселли говорит, что эта история возникла из действительного случая продажи Бентинком мрамора из конструкций форта Агры.
Начиная с 1980-х годов определённую популярность приобрела теория индийского историка Пурушоттама Нагеша Оака, согласно которой Тадж-Махал в основном построен до Шах-Джахана. Оак указывает в качестве даты постройки 1155 год, а в качестве строителя — Салакшана, первого министра раджи Пармара Дева. Согласно этой теории, первоначально комплекс или часть его функционировали как храм Шивы, а Шах-Джахан лишь приспособил его к своим нуждам, внеся незначительные изменения. Тем не менее академические историки считают теорию Оака недостаточно обоснованной. В 2000-е годы индийские суды рассмотрели и отвергли ряд исков, требующих проведения археологических изысканий в подвальных помещениях комплекса и признания его индуистским храмом. Другие теории о личности архитектора приписывают честь создания мавзолея европейцам. Так, португальский монах-августинец XVII века фра Себастиен Манрики (порт. Sebastien Manrique) приписывал честь создания Тадж-Махала венецианскому ювелиру Джеронимо Веронео. Эта теория приобрела популярность в конце XIX века после того, как её упомянул в своём «Путеводителе по Агре» британский историк Г. Дж. Кин. Другим европейцем, некоторое время рассматривавшимся как возможный автор Тадж-Махала, был французский ювелир Остен (или Огюстен) из Бордо. О его работе у Шах-Джахана (без связи с Тадж-Махалом) упоминает современник строительства Жан-Батист Тавернье, а строителем мавзолея (а также дворцов Агры и Дели) его назвал в 1844 году британец Уильям Слиман.

## Галерея
- Южный фасад
- Северный фасад вечером
- Восточный фасад
- Отражение в бассейне
- Туманным утром
- После заката
- Посетители
- Вид с реки Джамна
- Главные ворота с двумя чатри по бокам
- Мечеть
- Мраморная решетка

- Тадж-Махал
- Восточный вид утром
- Тадж-Махал в пасмурную погоду и его минарет на реставрации
- Западный вид на закате
- Тадж-Махал сквозь туман
- Панорамный вид на Тадж-Махал (на 360 градусов) в 2005 году